# Józef Krzeczek
Józef Krzeczek (ur. 3 listopada 1939, zm. 22 sierpnia 1991) – polski muzyk bigbitowy, kompozytor, aranżer, pianista, organista, skrzypek.

## Życiorys
Absolwent Średniej Szkoły Muzycznej w Krakowie, gdzie uczęszczał do klasy skrzypiec pod kierunkiem Eugenii Umińskiej. Jego debiut miał miejsce w amatorskich zespołach muzycznych Nowej Huty. W 1956 utworzył zespół Kolorowy Jazz, gdzie dokonał nagrań dla Rozgłośni Krakowskiej Polskiego Radia, był też członkiem grupy Hot Combo.
Od 1962 do 1965 członek zespołu Czerwono-Czarni (jako pianista i organista, w 1963 także jako kierownik muzyczny). Skomponował piosenki, śpiewane przez wokalistów zespołu: Macieja Kossowskiego, Karin Stanek i Katarzynę Sobczyk. Po opuszczeniu zespołu był członkiem zespołów rozrywkowych i jazzowych na statkach wycieczkowych oraz kierował orkiestrami rozrywkowymi przy Krakowskich Zakładach Gastronomicznych.

## Nagrody
- I nagroda za piosenkę O mnie się nie martw na Krajowym Festiwalu Piosenki Polskiej Opole ’64,

- I nagroda za piosenkę Krótki lot w konkursie Związku Polskich Autorów i Kompozytorów ZAKR w 1966[1]

## Upamiętnienie
W 2021 jego imieniem nazwano skwer w krakowskiej dzielnicy Nowa Huta między ulicami Wojciechowskiego, Żeromskiego i Struga.